# Kauzen-Bräu
 (avril 2021).
Si vous disposez d'ouvrages ou d'articles de référence ou si vous connaissez des sites web de qualité traitant du thème abordé ici, merci de compléter l'article en donnant les références utiles à sa vérifiabilité et en les liant à la section « Notes et références ».
Kauzen-Bräu est une brasserie à Ochsenfurt.

## Histoire
La brasserie est fondée en 1809 par Karl Ehemann sous le nom d'Ehemannsche Brauerei. Après sa mort en 1839, le brasseur Johann-Jacob Gehring prend la brasserie en location puis la rachète en 1848. Depuis lors, la brasserie appartient à la famille Gehring et la famille propriétaire s'appelle Pritzl par mariage.
Kauzen-Bräu est membre depuis 1972 de la Deutschen Brau-Kooperation et de la Bayerischer Brauerbund.
La brasserie produit 70 000 hl de bière et 30 000 hl de boisson non alcoolisée pour la marque Libella.